# Bulbophyllum albociliatum
Bulbophyllum albociliatum är en orkidéart som först beskrevs av Tang S.Liu och H.Y.Su, och fick sitt nu gällande namn av Kunio Nakajima. Bulbophyllum albociliatum ingår i släktet Bulbophyllum och familjen orkidéer. Inga underarter finns listade i Catalogue of Life.